# Elżbieta Walicka-Kempisty

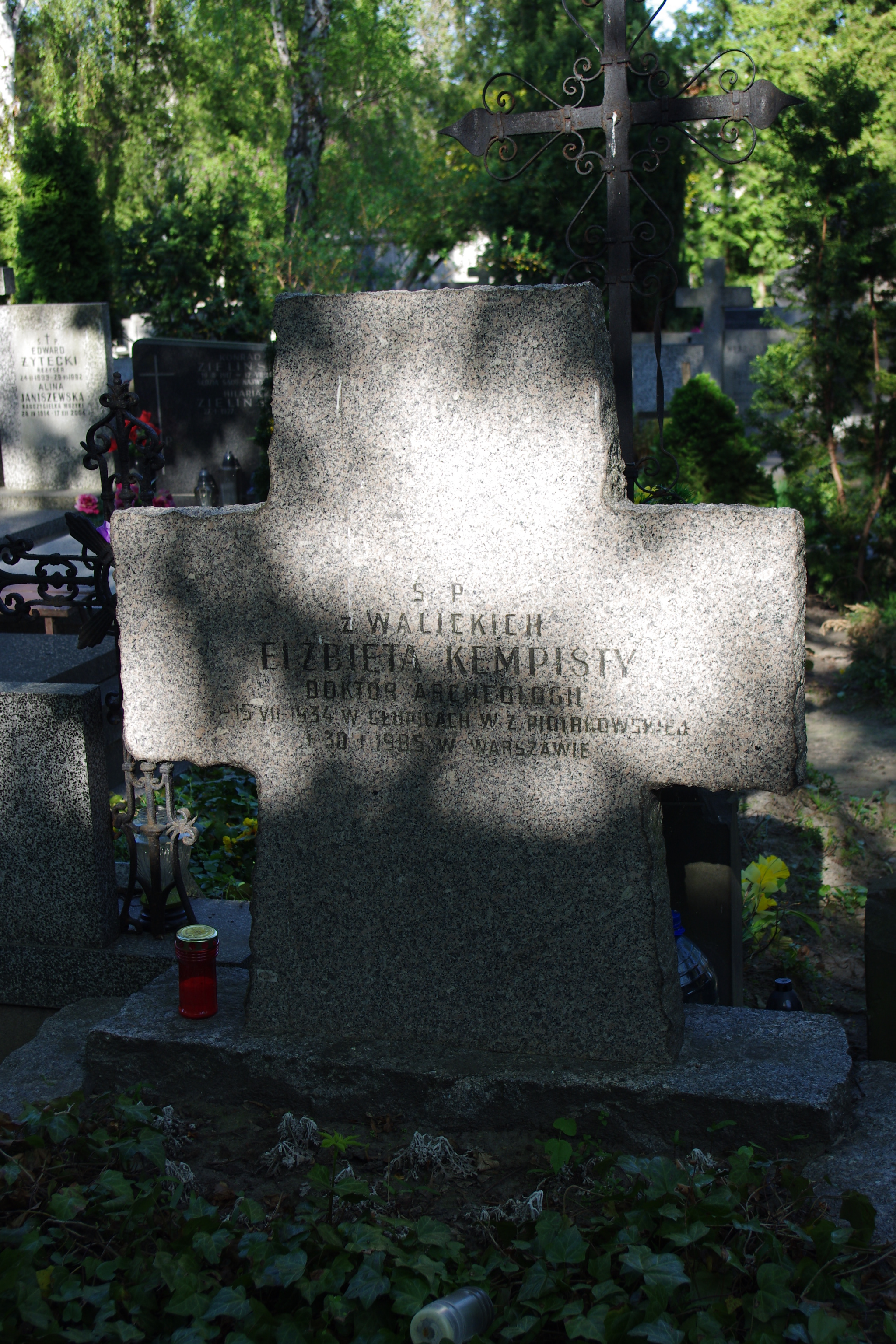
Grób archeolog Elżbiety Walickiej-Kempisty na Cmentarzu ewangelicko-reformowanym w Warszawie

Elżbieta Walicka-Kempisty (ur. 15 lipca 1934 w Głupicach koło Piotrkowa Trybunalskiego, zm. 29 stycznia 1985), uczona polska, archeolog, pracownik naukowy Instytutu Kultury Materialnej PAN w Warszawie.
W 1955 ukończyła studia archeologiczne na Uniwersytecie Warszawskim pod kierunkiem prof. Włodzimierza Antoniewicza. Od tegoż roku pracowała w warszawskim Państwowym Muzeum Archeologicznym. W 1972 na Uniwersytecie Warszawskim obroniła (z wyróżnieniem) dyplom doktorski na podstawie rozprawy Kultura ceramiki grzebykowo-dołkowej na Mazowszu i Podlasiu; została wówczas mianowana kustoszem działu neolitu w Muzeum. W latach 1975–1977 prowadziła zlecone wykłady z praktyki muzealnej dla studentów ostatniego roku archeologii pradziejowej i wczesnośredniowiecznej Uniwersytetu Warszawskiego. W 1978 przeszła do Instytutu Kultury Materialnej PAN w Warszawie (już po jej śmierci przemianowanego w 1992 na Instytut Archeologii i Etnologii PAN), gdzie pracowała w Zakładzie Epoki Kamienia.
Ogłosiła ponad 40 prac z różnych gałęzi archeologii, przede wszystkim jednak dotyczących epoki kamienia. Jej specjalnością było osadnictwo neolityczne strefy leśnej północno-wschodniej Polski. Od 1970 organizowała ekspedycje terenowe na Pojezierze Mazurskie i Nizinę Północnopodlaską, badając pozostałości osadnictwa epoki kamienia występujące na wielkich kompleksach torfowiskowych — w Krainie Wielkich Jezior Mazurskich, na Pojezierzu Ełckim, w Kotlinie Biebrzańskiej. Badania na tym ostatnim terenie, na stanowisku w Sośni, które Elżbieta Walicka-Kempisty prowadziła wspólnie z Hanną Więckowską, wykazały oddziaływanie kultury zachodniobiałoruskiej (niemeńskiej) na osadnictwo Kotliny Biebrzańskiej w okresie atlantyckim i subborealnym, oraz prawdopodobne wpływy kultury Pobrzeży Wschodniobałtyckich (rzucewskiej) oraz kultury Niziny Mazowieckiej i Niziny Podlaskiej (trzcinieckiej).
Walicka-Kempisty była aktywną uczestniczką międzynarodowego życia naukowego, biorąc od 1969 udział w sympozjach ugrofińskich i odbywając liczne podróże do krajów Europy północno-wschodniej; m.in. na sympozjum ugrofińskim w Tallinnie głosiła referat o własnych badaniach osadnictwa strefy leśnej Polski północno-wschodniej i środkowej.
Była odznaczona Srebrnym Krzyżem Zasługi (1977) oraz odznaką Zasłużony Działacz Kultury (1974). Zmarła 29 stycznia 1985, pochowana została na cmentarzu ewangelicko-reformowanym w Warszawie (kwatera 3-1-6).